# عوامل التغذية العصبية
عوامل التغذية العصبية (إن تي إف إس) هي عائلة من الجزيئات الحيوية – تنتمي جميعها تقريبًا إلى الببتيدات أو البروتينات الصغيرة – التي تدعم نمو العصبونات الناضجة والنامية وتمايزها وبقائها. تظهر معظم آثار «إن تي إف إس» التغذوية على الأعصاب عن طريق إرسال الإشارات عبر كيناز التيروسين، عادةً عبر مستقبل كيناز التيروسين. في الجهاز العصبي الناضج، تعمل على تعزيز بقاء الخلايا العصبية، وتحفيز اللدونة المشبكية وتعديل تشكيل الذاكرة طويلة الأمد. تعزز عوامل التغذية العصبية أيضًا النمو الأولي للعصبونات وتطورها في كل من الجهازين العصبيين المركزي والمحيطي، وهي قادرة على حث إعادة نمو العصبونات التالفة في أنابيب الاختبار والنماذج الحيوانية. تتحرر بعض عوامل التغذية العصبية من الأنسجة الهدف من أجل توجيه نمو المحاور العصبية المتطورة. ينتمي معظم هذه العوامل إلى واحدة من ثلاث عائلات: (1) المغذيات العصبية، و(2) لجينات عائلة عامل التغذية العصبي المشتق من سلالة الخلايا الدبقية (جي إف إل إس) و(3) السيتوكينات المكونة للأعصاب. تمتلك كل عائلة آليات توصيل الإشارة الخلوية المميزة والخاصة بها، على الرغم من تداخل الاستجابات الخلوية المستنبطة.
حاليًا، تُجرى دراسات حول عوامل التغذية العصبية بشكل مكثف من أجل استخدامها في مجرى العصب الحيوي الاصطناعي لأنها ضرورية في الجسم الحي في توجيه نمو المحوار وتجدده. عادةً ما تُستخدم عوامل التغذية العصبية في هذه الدراسات بالتشارك مع تقنيات أخرى مثل الإشارات الحيوية والفيزيائية الناتجة عن إضافة الخلايا وعناصر طبوغرافية محددة. قد تُثبّت عوامل التغذية العصبية أو لا تُثبّت في بنية السقالة، إلا أنه من المفضل التثبيت نظرًا إلى سماحه تشكيل درجات دائمة قابلة للتحكم. في بعض الحالات، مثل أنظمة إعطاء الدواء العصبية، تُثبت على نحو رخو إذ من السهل تحريرها انتقائيًا في أوقات محددة وبكميات محددة.

## قائمة عوامل التغذية العصبية
على الرغم من اكتشاف مزيد من المعلومات حول عوامل التغذية العصبية، إلا أن تصنيفها معتمد على الآليات الخلوية المختلفة المجموعة في ثلاث عائلات رئيسية: المغذيات العصبية، وعائلة «سي إن تي إف» وعائلة «جي دي إن إف».

### المغذيات العصبية

#### عامل التغذية العصبية المستمد من الدماغ
يشابهه عامل التغذية العصبية المستمد من الدماغ (بي دي إن إف) في بنيته كلًا من «إن جي إف»، و«إن تي-3» و«إن تي-4/5»، ويتشارك مع مستقبل «تي آر كيه بي» في «إن تي-4». يعزز نظام عامل التغذية العصبية المستمد من الدماغ / «تي آر كيه بي» بقاء الغدة الزعترية، كما ظهر في دراسات الغدة الزعترية لدى الفئران. اقترحت تجارب أخرى وجود أهمية أكبر لعامل التغذية العصبية المستمد من الدماغ في بقاء الخلايا العصبية من العوامل الأخرى. ومع ذلك، ما تزال هذه الآلية التعويضية مجهولة. على وجه التحديد، يعزز «بي دي إن إف» بقاء عصبونات العقدة الجذرية الظهرية. حتى في حالة ارتباطه مع «تي آر كيه بي»، يظهر «بي دي إن إف» دورًا في التطوير والنمو. لا تنجو الفئران دون «بي دي إن إف» (متماثل الزيجوت (-/-)) أكثر من ثلاثة أسابيع.
يلعب «بي دي إن إف» أدوارًا تنظيمية هامة، بما فيها التطوير، في تطور القشرة البصرية، وتعزيز تخلق النسيج العصبي وتحسين التعلم والذاكرة. على وجه التحديد، يعمل «بي دي إن إف» داخل الحصين. أظهرت الدراسات دور العلاج باستخدام الكورتيكوستيرون واستئصال الكظرية في تقليل التعبير عن «بي دي إن إف» داخل الحصين أو زيادته. بالتنسيق بين الدراسات على البشر والحيوانات، انخفضت مستويات «بي دي إن إف» لدى أولئك المصابين باضطراب اكتئابي غير معالج. ومع ذلك، تبقى العلاقة بين مستويات «بي دي إن إف» والاكتئاب مثيرة للجدل.

#### عامل نمو الأعصاب
يستخدم عامل نمو الأعصاب (إن جي إف) مستقبلات «تي آر كيه إيه» عالية الألفة من أجل تعزيز تكون الميالين وتمايز العصبونات. أظهرت الدراسات حصول فرط التألم والألم كنتيجة تنظيم «إن جي إف» المعيب. يرتبط إنتاج «إن جي إف» بشكل وثيق مع امتداد الالتهاب. على الرغم من الدور الواضح للتحكم الخارجي بعوامل نمو الأعصاب في تقليل التهاب الأنسجة، إلا أن الآليات الجزيئية تبقى مجهولة. علاوة على ذلك، تزداد مستويات «إن جي إف» في الدم في أوقات التوتر، وخلال أمراض المناعة ومع الربو أو التهاب المفاصل، من بين حالات أخرى.